# Batalha de Uruque
A Batalha de Uruque foi uma das batalhas mais relevantes da expedição para conquista da Suméria empreendida por Sargão I da Acádia. A única informação conhecida sobre esta batalha provém duma inscrição copiada em Nipur em data incerta. Durante sua campanha militar, Sargão atacou Uruque e a destruiu. Os sobreviventes fugiram e se uniram a uma força proveniente de 50 cidades sumérias que estava sob comando de Lugalzagesi de Uma, um antigo rival de Sargão.
A batalha campal teria ocorrido cerca de 2 271 a.C. e nela Lugalzagesi e seu exército foram derrotados. Os sumérios, acostumados ao combate corpo a corpo com lanças, espadas e escudos, não eram rivais para os arcos dos soldados acádios, que ademais estavam muito melhor treinados. A isto se soma o excelente uso dado pelos acádios dos carros de guerra para rodear, romper e molestar as forças inimigas. No fim, o rei de Uma foi capturado e levado a Nipur com correntes no pescoço.